# Cuivre 64
table
Le cuivre 64, noté 64Cu, est l'isotope du cuivre dont le nombre de masse est égal à 64 : son noyau atomique compte 29 protons et 35 neutrons avec un spin 1+ pour une masse atomique de 63,929 764 g/mol. Il est caractérisé par un excès de masse de −65 424 keV et une énergie de liaison nucléaire par nucléon de 8 739,07 keV. Il s'agit d'un radioisotope, qui se désintègre à 61 % en nickel 64 par capture électronique et radioactivité β+, et à 39 % en zinc 64 par radioactivité β−, selon une demi-vie de 12,70 heures. Par ailleurs, pour 0,475 % des désintégrations, la capture électronique peuple le premier niveau excité du nickel 64 ; le niveau fondamental est atteint après l'émission d'un photon γ de 1,35 MeV.
Il trouve des applications radiopharmaceutiques pour l'imagerie de plusieurs pathologies ainsi qu'en radiothérapie vectorisée en raison de sa demi-vie plus longue que d'autres radioisotopes utilisés en tomographie par émission de positrons,,.
Il peut être obtenu par des réactions faisant intervenir des réacteurs ou des accélérateurs. Des neutrons thermiques peuvent donner de petites quantités de 64Cu avec un faible rendement par la réaction 63Cu (n, γ) 64Cu. Des neutrons rapides peuvent donner des quantités plus importantes de 64Cu mais avec un faible rendement par la réaction 64Zn (n, p) 64Cu. Un cyclotron accélérant des protons permet cependant de produire de grandes quantités de 64Cu avec un rendement élevé par la réaction 64Ni (p, n) 64Cu.
Le 64Cu2+ lié à un groupe fonctionnel méthylphosphonate –CH2PO32− pourrait présenter un intérêt pour l'imagerie des métastases osseuses. Un DOTA-TATE (en) au 64Cu a reçu l'agrément de la FDA en 2020 pour la localisation de tumeurs neuroendocriniennes positives aux récepteurs de la somatostatine.
Le 64Cu-ATSM, diacétyl-bis(N4-méthylthiosemicarbazone), prolonge la survie d'animaux atteints de certains cancers. En particulier, les tissus en hypoxie sont résistants à la radiothérapie externe car les effets des radiations sont atténués par l'hypoxie ; en revanche, ces tissus tendent à absorber le 64Cu-ATSM davantage que les cellules en normoxie, prolongeant la vie d'animaux porteurs de cancers colorectaux, ce qui permet d'envisager une radiothérapie vectorisée ciblant spécifiquement les tumeurs dans ces tissus.